# Rochsburg

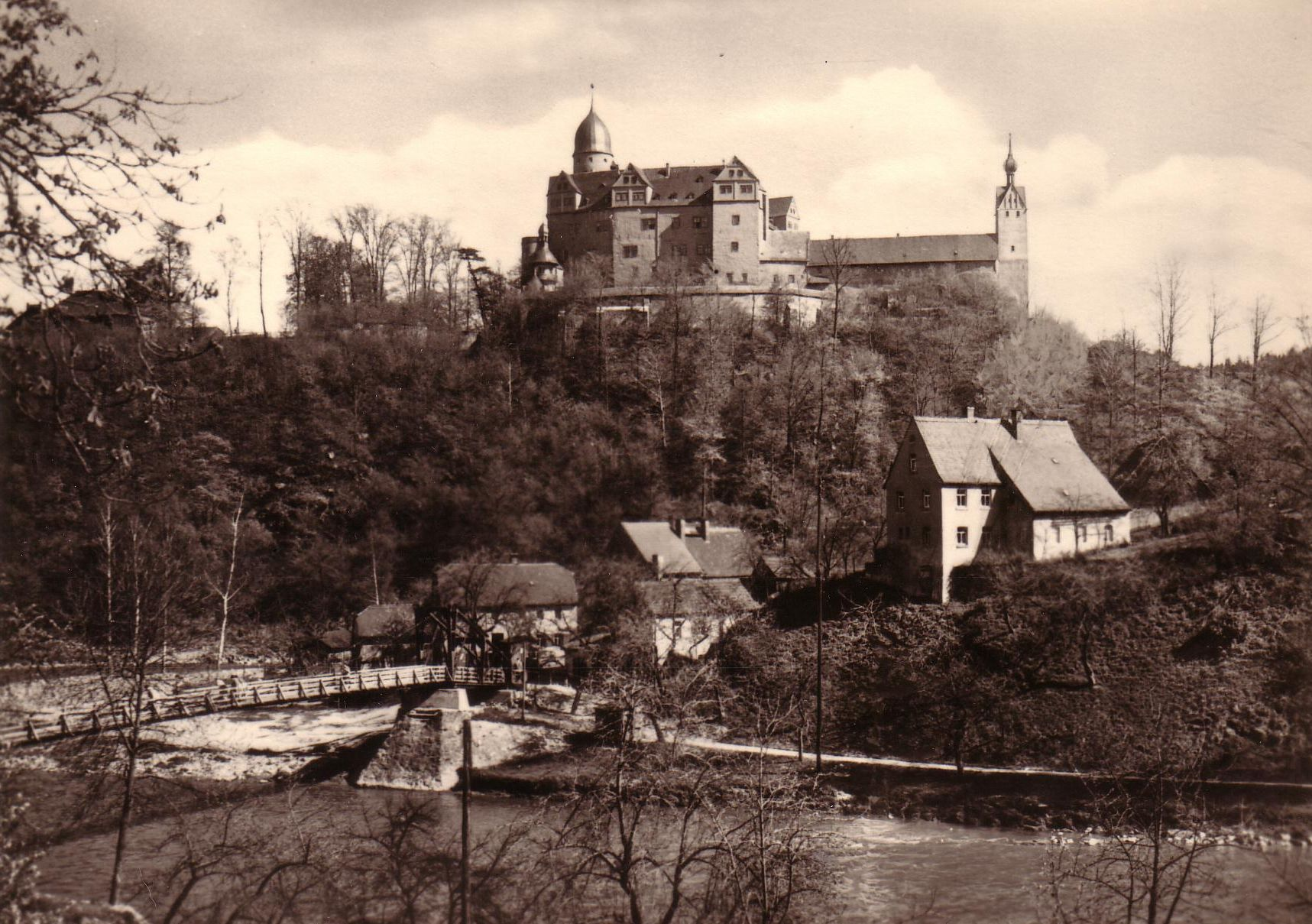
Rochsburg

Rochsburg ist ein Ortsteil von Lunzenau im Landkreis Mittelsachsen und hat 358 Einwohner (Stand 31. Dezember 2023).

## Geographische Lage

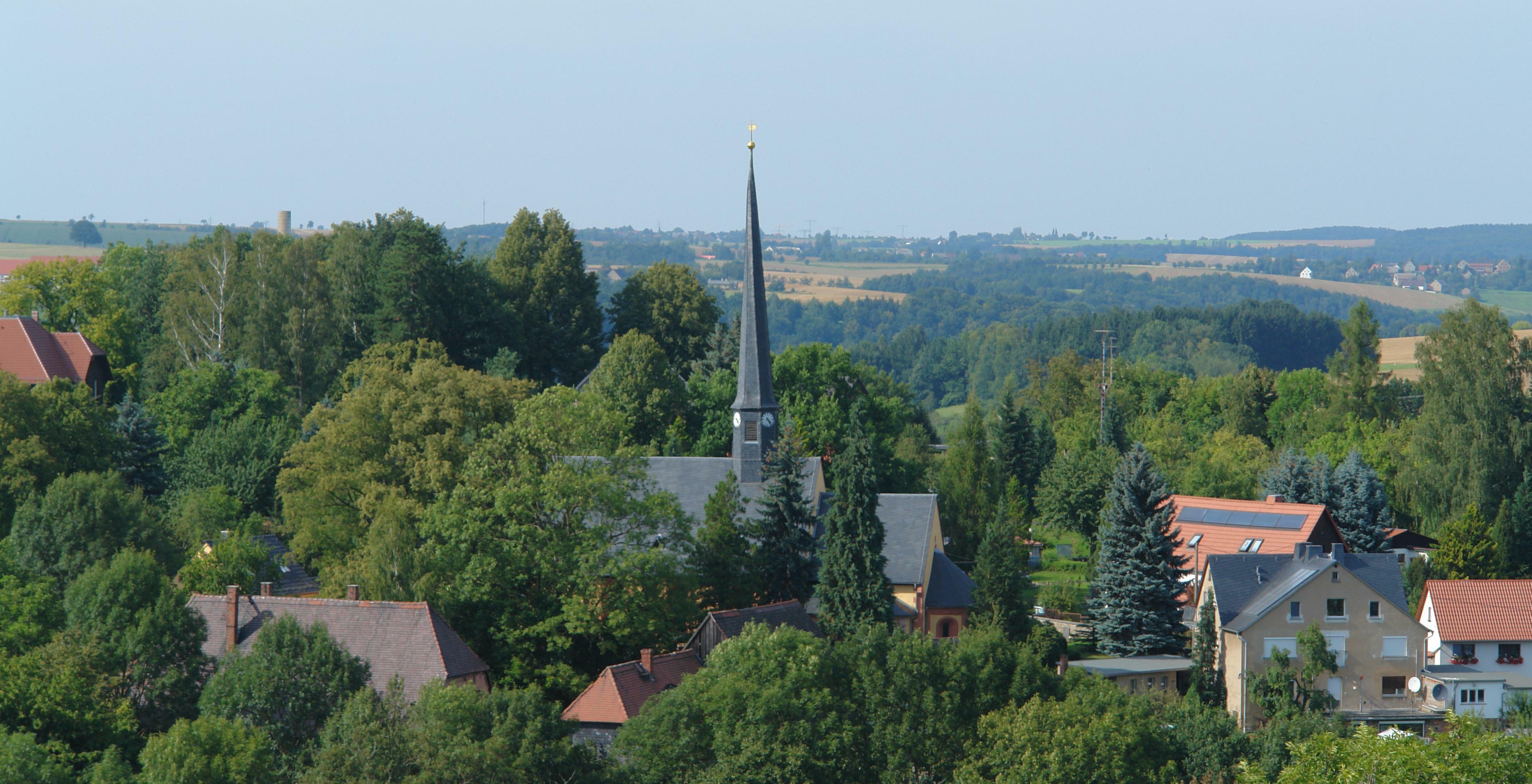
Ortsansicht von Rochsburg

Das Dorf liegt im Tal der Zwickauer Mulde, etwa 20 km nordwestlich von Chemnitz. Auf einem Bergsporn über dem Fluss erhebt sich die gleichnamige Burganlage Schloss Rochsburg. Der Ort hat eine Fläche von 3 km² und liegt 212 m ü. NN.
Südlich und östlich der Ortslage befindet sich an den gegenüber der Mulde liegenden Hängen das Naturschutzgebiet Um die Rochsburg.

## Geschichte
Die namensgebende Rochsburg gehörte ursprünglich zum Gau Rochlitz, zu deren Füßen sich wahrscheinlich später das Dorf entwickelte. In der Zeit von 1190 bis 1235 wird ein Guntherus de Rohsberg genannt.
Die spätromanische Kirche Rochsburg (von etwa 1180) wurde erstmals im Jahre 1195 urkundlich erwähnt. In ihr befindet sich das Freigrab des Ritters Wolf von Schönburg und seiner Gemahlin, das stilistisch dem des Moritz von Sachsen im Freiberger Dom ähnelt. Außerdem befindet sich in der Dorfkirche eine Gruft (Erbbegräbnis) derer von Schönburg.

## Tourismus

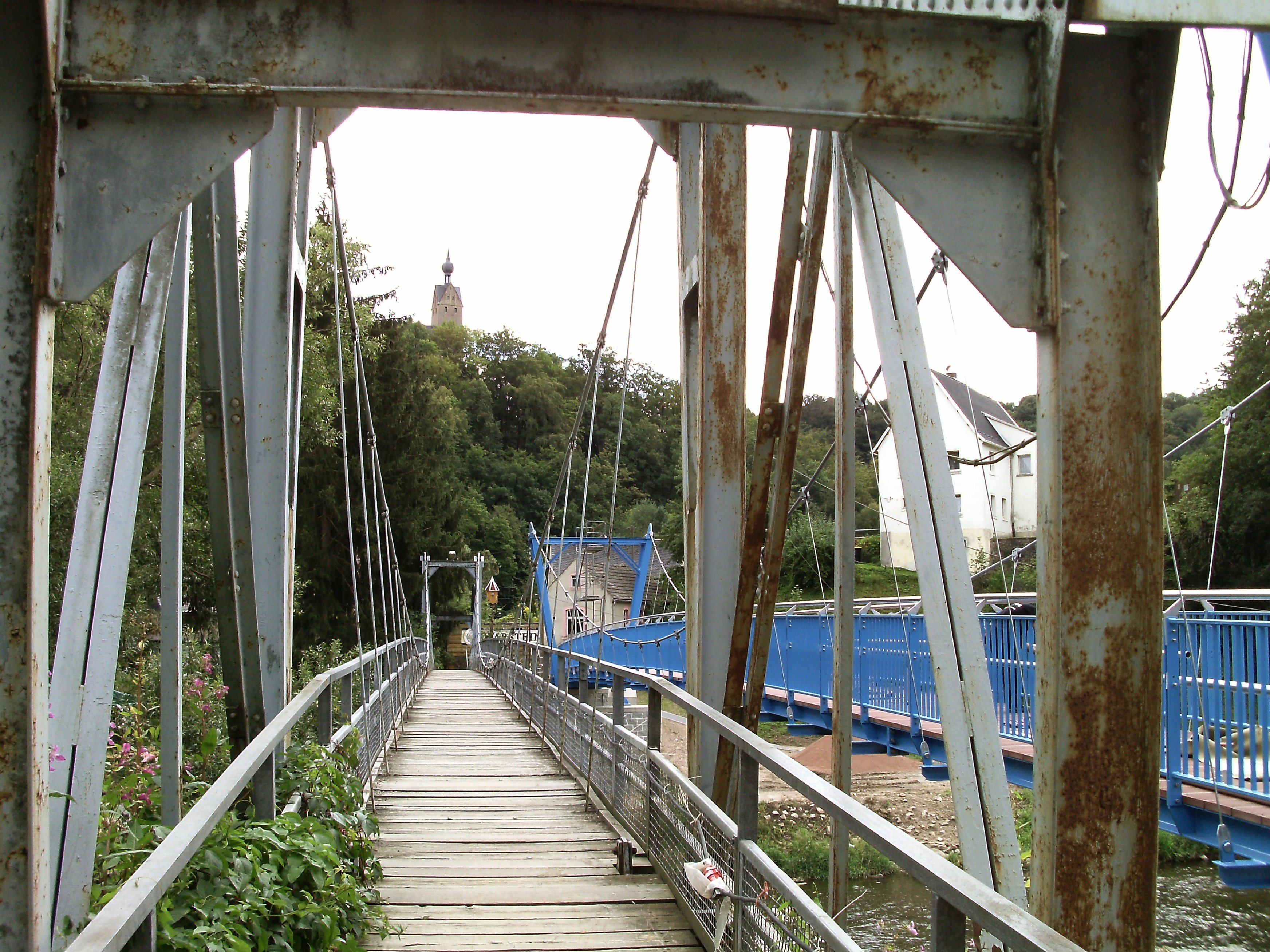
Die Hängebrücken in Rochsburg von 1956 (links) und von 2011 (rechts).

Bei Rochsburg können Fußgänger die Zwickauer Mulde auf einer Hängebrücke überqueren, die 2011 ersetzt wurde.
Rochsburg hat eine lange Tradition in der Blindenerholung. Seit 1953 bestand in einer ehemaligen Fabrikantenvilla ein kleines Kurheim, das vor allem mehrfach behinderten Blinden prophylaktische Kuren bot. Nach der deutschen Wiedervereinigung übernahm der sächsische Blindenverband (BSVS) die Jugendstilvilla. Sie wurde um die Jahrtausendwende mit maßgeblicher Förderung des Freistaates Sachsen umfassend unter Denkmalschutzaspekten saniert und lädt seit Ende 2001 als „Villa Rochsburg“ zu Erholungs- und Bildungsaufenthalten ein. In unmittelbarer Nachbarschaft befindet sich das 1999 eröffnete erste sächsische Wohnpflegeheim für Blinde, Sehbehinderte und Sehende.

## Die Burg

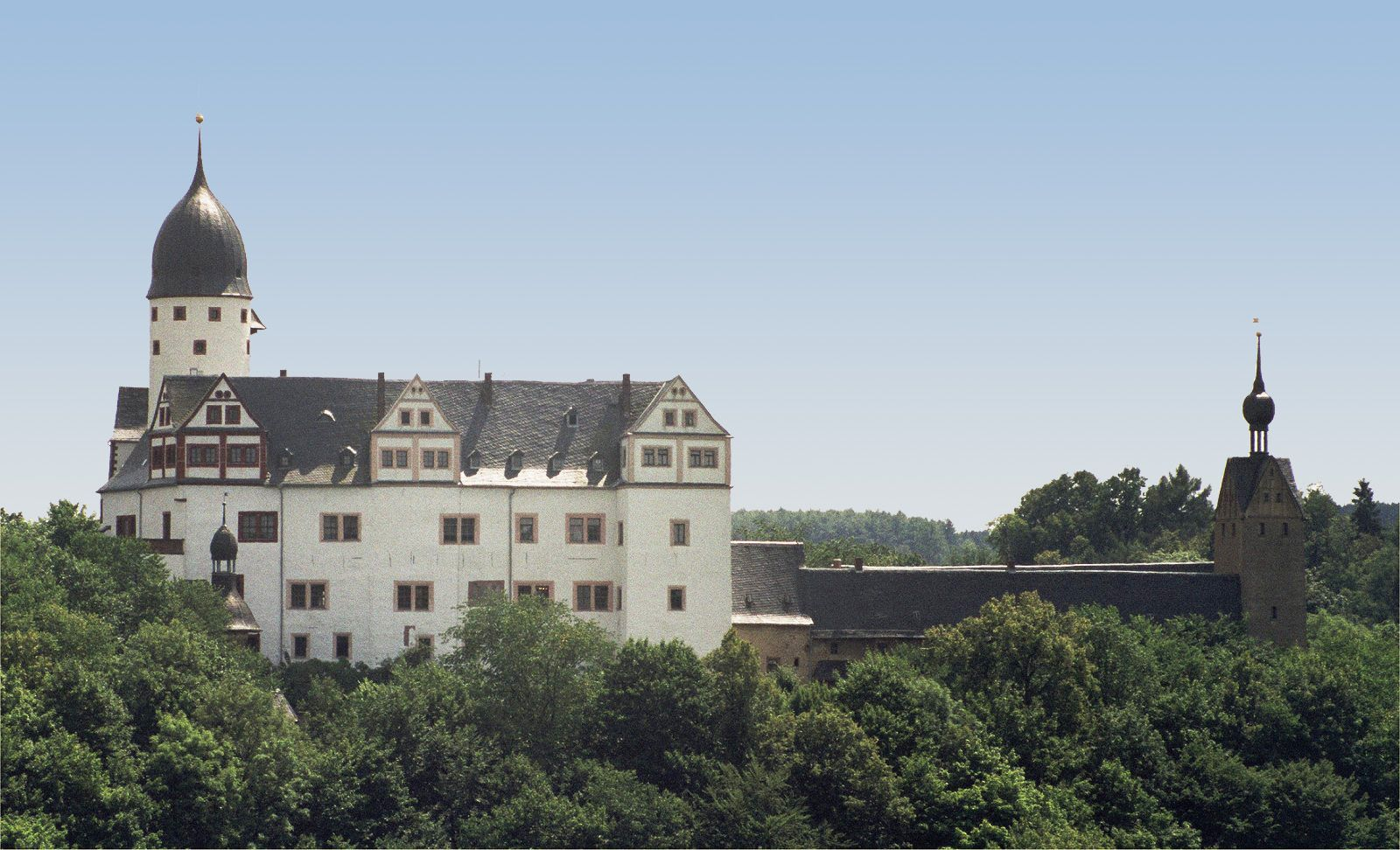
Schloss Rochsburg

Das vermutlich im späten 12. Jahrhundert gebaute Schloss Rochsburg steht auf einem dreiseitig von der Zwickauer Mulde umflossenen Felssporn über dem Dorf Rochsburg. Obwohl ein „Gunteros de Rochsberg“ seit den 1190er Jahren mehrmals erwähnt wird, ist nicht sicher, ob die Burg bereits vor 1200 errichtet wurde. Sie ist ein weithin sichtbares Wahrzeichen des Ortsteils. Die mittelalterliche Gesamtanlage ist noch gut zu erkennen. In seiner heutigen Erscheinung stammt das Schloss jedoch aus der Spätgotik und der Renaissance. Seine Hauptbauphasen datieren ab 1470 und ab 1548; es handelt sich um ein bedeutendes Beispiel der Renaissancearchitektur in Sachsen.
Über Jahrhunderte bildete die Rochsburg den namensgebenden Mittelpunkt im sächsischen Amt Rochsburg. Die Rochsburg blieb von 1548 bis 1945 im Besitz der Adelsfamilie der Grafen und Herren von Schönburg. 1945 wurde die Adelsfamilie im Rahmen der Bodenreform enteignet, und die Anlage kam an das Land Sachsen. Im Jahr 1952 übernahm der damalige Landkreis Rochlitz die Rochsburg. Nachdem dieser 1994 im Landkreis Mittweida aufging, führte zunächst Mittweida die Nutzung weiter, seit 2008 der Landkreis Mittelsachsen. Das Museum im Schloss wird seit 2009 von der Mittelsächsischen Kultur gGmbH betrieben und lädt dazu ein, die 800-jährige Geschichte der Anlage zu erleben. In fünf repräsentativen Räumen sind historische Möbel, Einrichtungsgegenstände und Gemälde aus der Zeit des 16. bis 19. Jahrhunderts ausgestellt, darunter die Ahnengalerie der Grafen von Schönburg.

## Verkehr
Der am 29. Mai 1876 eröffnete Bahnhof Rochsburg lag an einer Felswand, der Bahnhofsbau war nur durch den Bau einen langen Stützmauer überhaupt möglich. Die Station umfasste daher nur drei Gleise, eins diente dem Güterverkehr, während die zwei anderen Bahnsteiggleise waren. Neben dem Güterschuppen wurde auch ein vergleichsweise großes Empfangsgebäude errichtet. Am 7. November 1968 wurde der Güterverkehr eingestellt und der Bahnhof zum Haltepunkt heruntergestuft. Mit der Stilllegung des Abschnitts Glauchau–Wechselburg am 13. August 2002 ging der Haltepunkt Rochsburg außer Betrieb. In Sichtweite befindet sich das Schloss Rochsburg.
Der 285 m lange Eisenbahntunnel wurde beim Bau der Muldentalbahn in den Jahren 1872 bis 1876 angelegt. Der Durchbruch erfolgte am 13. November 1874. Dem Colditzer Wochenblatt vom 3. Dezember 1874 zufolge betrug die Differenz beim Zusammentreffen der Bohrungen nur 1 Millimeter.

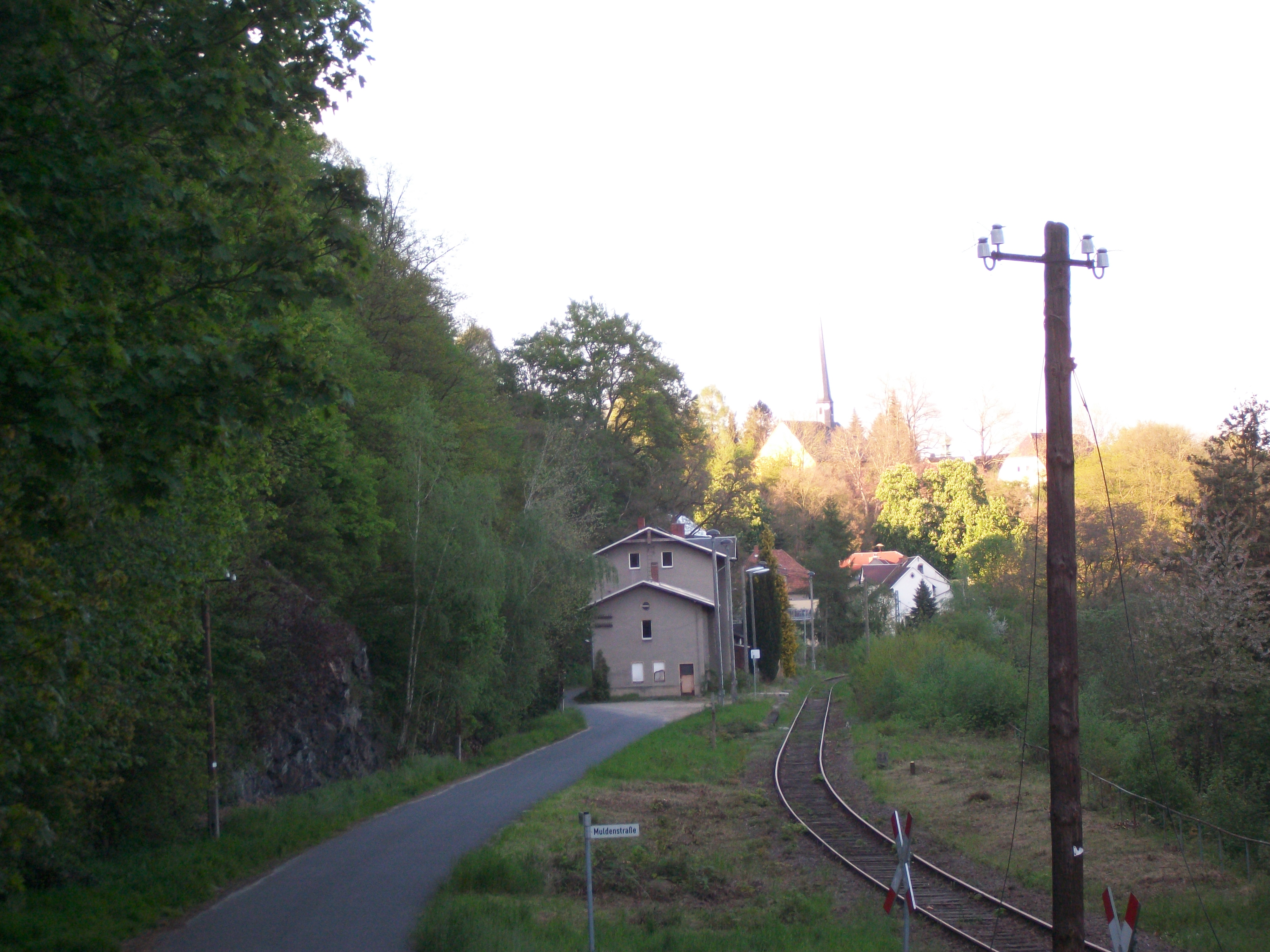
Bahnhof und Kirche (2016)
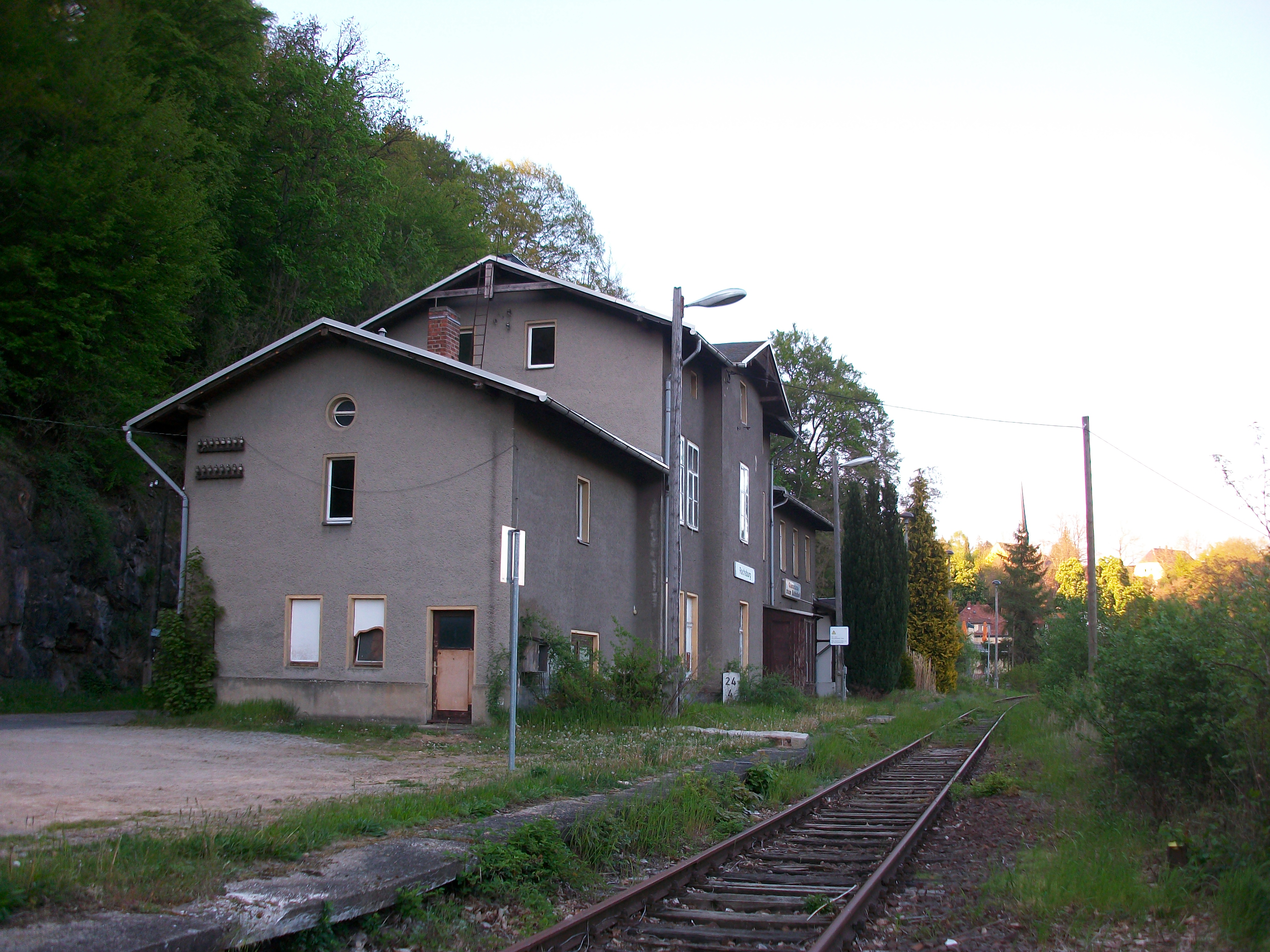
Bahnhof Rochsburg (2016)
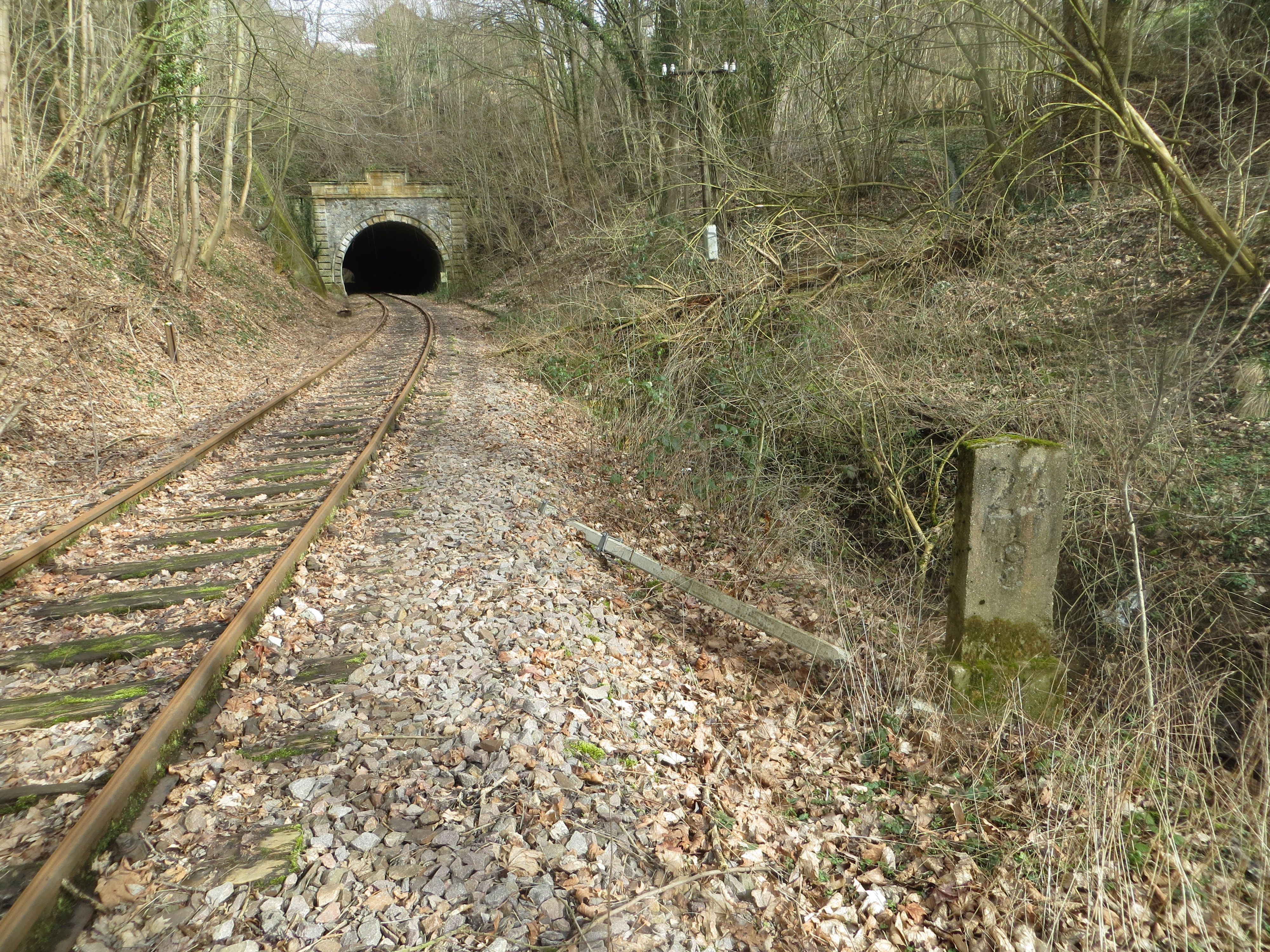
Rochsburger Tunnel (2020)

## Persönlichkeiten
- Georg Theodor Hoffmann (1848–1919), in Rochsburg geborener Reichsgerichtsrat
- Hans Zesewitz (1888–1976), Archivar und Karl-May-Forscher, 1909–1912 Lehrer in Rochsburg
- Paul Keller (1895–1969), Politiker
- Gerhard Schüßler (1928–2003), Rechtswissenschaftler